# Bony del Collar
El Bony del Collar és una muntanya de 2.314 metres que es troba al municipi de Farrera, a la comarca del Pallars Sobirà.